# Bakushou Jinsei 64: Mezase! Resort Ō
Bakushou Jinsei 64: Mezase! Resort Ō (爆笑人生64　めざせ!リゾート王) és un videojoc de taula per la Nintendo 64 basat en el The Game of Life. Va ser llançat només al Japó el 1998.